# Ekaterina Dimitrova
Ekaterina Dimitrova, coniugata Curculosse (in bulgaro Екатерина Димитрова?; Plovdiv, 23 novembre 1987), è un'ex cestista bulgara, professionista che giocava come guardia-ala piccola.

## Carriera

### Club
Esordisce a livello professionistico in Bulgaria, all'età di 17 anni nel 2004 con la maglia del Levski Spartak Sofia con cui partecipa alla EuroCup Women edizione 2004-05.
Nel 2005 si trasferisce in Italia dove gioca con l'Alghero sino al 2007.
L'inizio della stagione 2007-08 la gioca in Israele con il Maccabi Ramat Hen e poi passa al Montigarda con cui gioca la seconda parte di stagione.
Nell'estate del 2008 si trasferisce in Francia per giocare sino al 2010 con il Basket Landes e poi con l'Étoile de Charleville-Mézières dove milita attualmente.

### Nazionale
Con la maglia della nazionale bulgara ha collezionato presenze dal 2001 al 2007 con le rappresentative giovanili under 16, under 18 ed under 20; dal 2005 è entrata nel giro della nazionale maggiore, partecipando per ben 4 volte (2005, 2007, 2009 e 2011) alla fase di qualificazione di altrettanti campionati europei, non riuscendo però a raggiungere la fase finale della massima competizione continentale riservata alle nazionali maggiori.